# Parrya rydbergii
Parrya rydbergii är en korsblommig växtart som beskrevs av Viktor Petrovitj Botjantsev. Parrya rydbergii ingår i släktet Parrya och familjen korsblommiga växter. Inga underarter finns listade i Catalogue of Life.